# Rota Comando
Rota Comando é um filme brasileiro de 2009, dirigido pelo diretor estreante Elias Junior. O filme se passa na cidade de São Paulo e conta a história das Rondas Ostensivas Tobias de Aguiar (ROTA). É baseado no livro Matar ou Morrer, escrito pelo ex-capitão da ROTA Conte Lopes.
A trilha sonora foi composta pelo vocalista e baixista do RPM, Paulo Ricardo; e pelo guitarrista do Sepultura, Andreas Kisser.

## Produção
É uma obra independente, com orçamento em torno de R$ 500 mil. Foram usados cerca de 30 litros de sangue cenográfico durante as gravações.
A produção enfrentou problemas as filmagens. O diretor Elias Junior lembrou que a equipe do filme foi expulsa de uma favela da Zona Norte de São Paulo quando descobriram que se tratava de um filme sobre a ROTA.

## Lançamento e repercussão
O filme foi previsto para ser lançado diretamente em DVD. Logo, chamou a atenção dos camelôs de São Paulo, conseguindo um grande faturamento nas bancas de DVDs piratas da cidade. O filme já era encontrado no comércio alternativo mesmo antes da estreia oficial. Elias Junior calculou que o filme chegou a 1 milhão de exemplares nos camelôs, o que fez com que o diretor não conseguisse reaver o dinheiro investido para a produção. Por causa da pirataria, apenas seis mil das 20 mil cópias da tiragem oficial foram vendidas.
Desde a época das gravações, o filme recebeu comparações com "Tropa de Elite", filme de José Padilha lançado em 2007 sobre a polícia do Rio de Janeiro. O diretor Elias Junior argumentou que a ideia veio antes, mas admitiu que o roteiro inicial tinha semelhanças com o longa de José Padilha, tendo que fazer alterações.

## Elenco
- Che Moais - Vadão
- Maísa Magalhães - Daniela
- Maurício Bonatti - Tenente Conte Lopes
- Alex Moreira - Soldado Assis
- Thiago Guastelli - Tenente Bruno
- Leandro Peres Bernal - Cabo Vágner (Vagnão)
- André Prado - Sargento Daniel
- Elias Junior "Cineasta" - Capitão Elias Júnior
- Conte Lopes - Capitão
- Ivan Vilabela - Ceará
- Flavio Micchi - Alemão
- Ana Carolina Rogério Assis - Carol
- Tom Rocha - Gavião
- Reinaldo Rodrigues - Palinha
- João Miller - Mané
- Will Santana - Axé
- Robinho - Soldado Martins
- Ronaldo Assis - Tenente Nunes
- Jô Costa - comparsa do  ceará